# گراهام آلن (بازیکن فوتبال)
گراهام آلن (انگلیسی: Graham Allen؛ زادهٔ ۸ آوریل ۱۹۷۷) بازیکن فوتبال اهل بریتانیا است.
از باشگاه‌هایی که در آن بازی کرده‌است می‌توان به باشگاه فوتبال اورتون، باشگاه فوتبال برافورد پارک آونیو، و باشگاه فوتبال ترانمره راورز اشاره کرد.